# キダ・タロー
キダ・タロー（本名：木田 太良〈きだ たろう〉、1930年〈昭和5年〉12月6日 - 2024年〈令和6年〉5月14日）は、日本の作曲家、ピアニスト、タレント、ラジオパーソナリティ。元財団法人箕面市文化振興事業団理事。事務所は昭和プロダクションを経て、2022年7月1日よりオフィスとんでに所属した。
兵庫県宝塚市出生・出身。五男一女の末っ子。血液型はB型。趣味はゴルフ。妻はタレントの木田美千代。上記の活動の他、実業家としても活動した。
数多くの放送番組のテーマ曲・CM曲・企業の社歌、学校の校歌、歌謡曲を作曲し、「浪花のモーツァルト」の二つ名を持つ。

## 来歴

### 生い立ち
1930年12月6日午前2時56分、兵庫県武庫郡良元村（現在の宝塚市）にある宝塚警察署官舎において、五男一女の末っ子として産まれる。父親は刑事。西宮市立今津小学校を卒業（1973年の同小学校100周年記念に卒業生・来賓として来校）。両親の希望により、通学圏内で一番「上品」だった中学校、関西学院中学部に進学した。
関西学院高等部在学中の16歳の時、肺結核により早世した長兄の遺品であるアコーディオンに触れ、また下から2番目の兄がレコード好きだったため、音楽に目覚める。
高等部3年生の時に 5 - 6人のタンゴバンドを結成し、アコーディオンを担当した。当時関西学院大学では自宅でのダンスパーティーが流行しており、レパートリーが3曲しか無いにもかかわらず、キダらのバンドもよく駆り出されていた。バンドメンバーには大学時代の同級生（キダによれば「悪友」） でもある俳優の藤岡琢也（担当はバイオリン）がいた。

### 浪人 - 大学時代
だがバンドの他、部を結成するほどハンドボールにものめりこんでいたため勉学が疎かとなり、関西学院大学の入学試験に合格できず（キダの時代には、試験に通らなければ進学できなかったとのこと）、1年間の浪人生活を送ることとなった。
18歳の時、ピアノに転向した。兄の遺品だったアコーディオンはボタンが8個しかないいわばおもちゃのようなもので、友人から借り受けたりしながら演奏を続けていたが、そのような環境下では練習もまともに行えないなど限界があった。ところが本格的なアコーディオンを購入するとなると当時の価格で40万円にもなり、キダに手が届くものではなかった。だが、同じ鍵盤楽器の ピアノであれば、自身が所有していなくとも練習が可能だという理由で、ピアノに転向することになった。阿川佐和子との対談および関西学院同窓会東日本センター東京支部のインタビューでは、当時通学していた関西学院大学構内の各所にあるピアノで練習を行うことができたと、『プロ論。』でのインタビューではダンスホールに常設されていた、と語っている。
キダが初めて作曲したのは、18歳 または19歳 の頃で、当時難波にあったキャバレー「パラマウント」の曲。その唄を歌ったのは、当時のNo.1ホステスだった「双葉」さん（後のかしまし娘の正司歌江）だった。

### 大学中退してプロピアニストへ
関西学院大学を中退し、プロピアニストに転向した。20代の前半頃から「義則忠夫とキャスバオーケストラ」のピアニストとしてキャバレーなどで10年間活動した。
1964年4月、結婚した。同年、『ふるさとのはなしをしよう』（歌は北原謙二）でレコードデビューした。

### 人気作曲家へ
本格的に作曲活動を開始したのは20代前半の頃で、キャスバオーケストラでも作曲を担当するようになった。30歳頃を境に人気作曲家となる。
一時期は近畿の放送局が制作を手掛けるテレビ番組・ラジオ番組のテーマ曲の多くを手がけ、資料によっては「総ナメ」ともいわれる。キダによれば、音楽の用意を忘れていたらキダの所へいけ、キダならすぐに対応するだろう、という状況であったとのことである。
キダ本人によれば代表曲はテレビ番組に提供したものについては、『プロポーズ大作戦』、『ラブアタック!』、『平成古寺巡礼』（本人によればキダらしくない楽曲であるという）など。CMソングについては『プロ論。』によれば、『出前一丁』『かに道楽』、zakzakによれば『兵衛向陽閣』、関東の『小山ゆうえんち』。本人によれば、初期の作品では『エールック』のものが印象に残っているとのことである。その他歌謡曲として『ふるさとのはなしをしよう』を代表曲としている。
近畿地区での業績が知られるところであるが、前述の『小山ゆうえんち』の他、三原堂（仙台市、時計宝飾店）、マツオ（北海道滝川市、松尾ジンギスカン）など他地区からの仕事も行っていた。

### 晩年 - 死去
2024年5月14日午前6時13分、大阪府の自宅で死去した。93歳没。訃報は翌15日に円広志が代表取締役を務める所属事務所「株式会社ワイドウィンドウズ」より発表された。
最晩年までメディア出演などの仕事を熟していたが、同年3月末から体調を崩して入院した。その後4月上旬に退院後は自宅で療養をしていたが、体調は戻らず最期は妻が看取った。同年3月29日に収録し4月19日に放送されたABCテレビ『探偵!ナイトスクープ』が生前最後の出演となった。
作り上げた曲は1000曲以上とも2000曲とも、3000曲とも5000曲とも言われるが、本人は「そんなものは裏が取れる話ではなく、私の言いたい放題です」と話している。2009年のインタビューでは、最近は5000曲と自称していると語る。なお1990年の『探偵!ナイトスクープ』出演時には1000曲くらいとしており、日本で一流の作曲家と言われるには2000曲は必要、今から2000曲に達するのは無理であろうと語っていた。

## 人物
父親は兵庫県姫路市出身で母親は長野県出身。関西地方だけでも大阪の他京都、神戸など各地を転々として暮らしていたため、本人は「（自分は）むちゃくちゃな関西弁になってしまった」としていたことがある。そのため、笑福亭松鶴のもとに出入りして正しい関西弁を学んでいたことがある。そして、関西弁の独特な言い回しが東京など他地域では通用しないことを知って、関西弁のイントネーションで標準語の言葉を使うという話し方を研究し、使うようになった。香川登枝緒はこのキダの話し方を「大阪弁の標準語」と呼んでいる。キダ本人はこれについて「標準語というより丁寧語と思っている」という。
少年期の通信簿によれば、音楽の成績は良かったものの、教師の評価は「道楽者」。元同級生の藤岡琢也によれば、愛想が無くて皮肉っぽいことを言うイヤな奴だが、センスは感じていたとの評である。
人気作曲家となった経緯について、『プロ論。』でのインタビューによれば、朝日放送に歌番組の伴奏のために出入りしていた際、「CMスポットコンクール」という企画でCMとスポンサーを募集したのだが、その際に依頼が来るたびに担当プロデューサーがキダに依頼を回してくれたとしている。阿川佐和子との対談では、単にプロデューサーの顔が広かったから、としている。
キダはバンドで編曲を担当していたこと、ピアノという音域の広い楽器を演奏していたため全体の流れを見回せていたなどと言ったことから、編曲については相当な経験があった。そしてキダによれば、当時は分業制が確立しておらず、作曲家には編曲能力も要求されており、編曲者としての能力もあるキダに多く仕事が回ってきたとのことである。
作曲やその数の多さについては、メロディーだけなら猫でも作れるとし、世の中には無数の曲があり、多少似ていても構わない、少し変えて展開していけば何とでもなる、一部の曲は使い回しだ、と語っている。ただしCMソングについては、歌詞があることや商品名を印象づけなければならないこと、および楽曲の時間の制限が厳しいことから（CMの終わりに入る場合、目安としては3.8秒の曲に仕上げねばならないという）なかなか困難であり、それに比してテレビ番組のオープニング曲などは歌詞も無く、制約も少ないので楽であるという。基本的に詩があるとかなり「しんどく」なると言うが、テレビ番組『生活笑百科』に提供した楽曲では、依頼されてもいないのに歌詞を付けた曲に仕上げたものを録音し、その結果歌詞がそのまま採用されてしまった、というエピソードがある。
作品数の多さについては、「一週間で出来るだけ曲を多く作ってくれ」とのリクエストなどもあり、資料により異なるが、「一日40曲を一週間くらい」 または一日6曲 書いていた時期があったとのこと。
五木ひろし、八代亜紀、天童よしみ、やしきたかじん、つんく♂などを、冗談交じりながら「俺が育てた」と語っている。やしきたかじんについては中之島音楽祭時の審査員として関わり、つんく♂については、素人時代に「浪花のベートーベン」と呼ばれていた彼の演奏を実際に見に行ったところキダもそれを気に入り、声をかけたとのことである。一方で、自分が審査員を務めていたオーディションに参加したデビュー前の河島英五には、出てくる度に「下手くそやから歌やめなさい」と言っていたという。
関西のテレビ番組、『探偵!ナイトスクープ』にはタレントとして出演し、「最高顧問」とされているが、これは自称したものが定着したもの。お笑いタレント・政治家である横山ノックも同番組の顧問であったが、彼は彼で「特別顧問」を名乗っていたという。
媒体出演時ではメガネ着用が常であるが過去にレーシック手術を行なっており、近年では伊達眼鏡の着用となっている。『探偵!ナイトスクープ』でキダの恰好をした依頼者と一緒に天保山大観覧車に乗った時、「眼鏡はこれ私、伊達なんですよ」と眼鏡を見せるシーンが放送された。別の観覧車に乗り、2人の様子を見ていたカンニング竹山も知らなかったらしく驚いていた。
2024年3月放送の探偵ナイトスクープで「なんか悔やんでいることとかありますか？」「謝りたい人とかいますか？」と、探偵の石田靖の質問に対して「いますけど、その子は亡くなりました」「その子、心臓が弱かったんですよ」「（当時）中学1年で、みんなでいじめるんですよ。私、そのうちの１人（＝いじめていたグループ）に入っとったんです」「私が彼を叩いたんですよ。彼がね、黙ってね……」と話したところで、言葉を詰まらせた。そして、手で目元を覆って数秒間黙ったのちに、「涙を流した」と声を震わせ、「それから俺は、人に手をあげることをやめたんです」「それだけが悔やんでいます」と語った。現在の老体の穏やかなイメージとは違う告白に大きな反響があった。

## 浪花のモーツァルト
キダは「浪花のモーツァルト」の異名を持つ。この異名はキダが1989年8月から出演している 関西の朝日放送のテレビ番組、『探偵!ナイトスクープ』が発祥であるという。
松本修によれば、「キダ先生は、なぜ『先生』と呼ばれるのか？」を調べてくれ、と言う視聴者からの疑問を解決する企画内において（1990年2月7日放送）、キダについて様々な考察を行ったが、キダの作曲したテレビ番組『ラブアタック!』の楽曲、「早食い競争」の曲が、モーツァルトのある曲と綺麗に繋げて歌えたことから、キダはモーツァルトと同じ感性を持っている、キダは浪花のモーツァルトだ!……と言う結論が番組で流れることになり、それが世間に定着していったという。すなわちナイトスクープと松本修が、この異名の命名者であるようだ。
「浪花のモーツァルト キダ・タロー」という表現には続きがある。これはあくまで『探偵!ナイトスクープ』内で松本修が語っていたものであるが、感性が似ているのであるから、「もしキダが200年早く産まれていれば、今頃はモーツァルトの方が『ウィーンのキダ・タロー』と呼ばれていただろう」との主旨である。
だが、キダによれば、松本がモーツァルトが好きなだけで、キダがモーツァルトの魂を持っているなどは勝手な思い込みであると断じつつ、キダ自身はメロディーのどこをとっても完璧と考えるショパンの大ファンであり、少しでもショパンに近づきたいとしている。浪花のショパンと呼ばれたかった話はナイトスクープ出演時にもオープニングで披露している。

## エピソード
- 絶版アルバムの復刻版アルバムではレンズの無いメガネの上からアッカンベーをしているジャケ絵が使用されている[22]。
- 番組テーマ曲やCMソングを多く手掛ける作曲家・たかしまあきひこが、キダを「尊敬する作曲家の一人」と語っている[23]。
- 近鉄バファローズファンを公言し、球団後援会の副会長を務めていた[24]。近鉄ファンになった理由は1950年の近鉄パールス結成時より「清潔な名前、東京六大学出身者中心と、上品で私好みだった。負けてばかりで最下位だが、強すぎると憎たらしいもの。波長が合った」としており[24]、米山正夫が作曲した球団歌「近鉄バファローズの歌」の編曲に携わっている。オリックスとの合併後はファンを返上し「セ・リーグやったらヤクルト。パ・リーグやったら柳田（悠岐）のおるソフトバンクですね。そのへんが気にいってますねん」としていた[25]。
- 曽祖父は新撰組の隊士。[要出典]
- 2005年7月15日に大阪府立体育会館で開催された『ハッスル11』では、高田モンスター軍所属のご当地レスラーとして、キダをモチーフにした「KIDATA・ロー」が登場[26]。キダと肩を組みながら登場した。
- 関西でのテーマ曲担当番組数を誇るキダだが、かの『ノックは無用!』は他者（高橋城）に譲っていて、このことは本人も無念であるとコメントしている。[要出典]
- 自身が審査委員長を務めた第2回大阪大衆音楽祭で周りが反対する中でやしきたかじんを支持し、たかじんにグランプリが与えられた[27]。
- 笑福亭鶴瓶とは悪友であり、あるとき朝日放送旧社屋3階から外を見ると鶴瓶を見かけ「鶴瓶のアホ!」と声をかけたが返事をしないことに腹を立てて、そこからクリスタルの花瓶を投げつけたことがある[28]。すぐさま外へ出ると花瓶を持って笑う鶴瓶を見て無事を確認している[28]。
- 高島忠夫も大学時代の同級生[29]。関西学院大学社会学部を3日で中退[30]。藤岡琢也も同級生で「悪友の唄」、「人生わらべ唄」の作曲を手掛けている。
- 関西学院大学社会学部を3日で中退したこととしているが、中退の手続きがされているか調べてもらったら籍がなかった。入学金を（絶対に）払ったあと一日も行っていないからと解釈している[31]。

## 作品

### アルバム
- 浪花のモーツァルト キダ・タローのすべて（サウンドトラック・リスナーズ・コミュニケーションズ（SLC）、1992年11月21日、SLCS-5002・5003、廃盤） - キダ・タローの作品がまとまった形で残されていないことに対して危惧を抱いたSLCの和田康宏、川合由里子によって制作された。しかし和田の死後SLCは解散、同盤も廃盤となってしまった。権利関係があまりに複雑なために復刻は難しいとされた。なお発売時に「クイズ!タモリの音楽は世界だ」で紹介され、何曲かが披露されている。
- キダ・タローのほんまにすべて（アップフロントワークス、2010年12月1日、PKCP-2064〜2066） - 前述のアルバムを叩き台として、数十年ぶりに発掘された幻の音源や初CD化となる楽曲を加えたアルバム。CD3枚組みとなっており、100曲 + ボーナストラック1曲を収録[32]。

★印の付いた曲は「浪花のモーツァルト キダ・タローのすべて」（以下『キダ・タローのすべて』）に収録されている。☆印の付いた曲は「キダ・タローのほんまにすべて」で収録されている。

### 歌謡曲
- ★☆「ふるさとのはなしをしよう」（歌：北原謙二、後に山本譲二がカヴァー）
- ★☆「アホの坂田」（歌：コメディNo.1） - メキシカンハットダンスのオマージュ[5]。
- ★☆「大阪は第二の故郷」（歌：三代目笑福亭仁鶴）
- ★☆「地底のランナー」（大阪市営地下鉄開通50周年記念 作詞：島田陽子、歌：芹洋子）
- ★「ああ尼崎市民家族」（歌：デューク・エイセス） - 兵庫県尼崎市の市政70周年記念歌。FMaiaiで月 - 金曜の正午前に流れている[33]。2016年に廃止された尼崎市営バスの車内放送でも流れていた[34]。
- ☆「はじまりは中之島」（京阪中之島線オープニングテーマ、作詞：池田定博、歌：神農幸）
- 「そよ風とトニーズ」（歌：トニーズ）
- ☆「しびれ女のブルース／147センチのバラード」（歌：正司敏江・玲児）
- ★☆「人生わらべ唄／悪友の唄」（歌：藤岡琢也）
- ★☆「虫けらの唄／河内の子守唄」（作詞：もず唱平、歌：バーブ佐竹）
- ☆「夢見る夢子」（作詞：荒木とよひさ、歌：中条きよし）

### テーマ曲
- ☆平成古寺巡礼（NHK総合）
- ☆バラエティー生活笑百科（NHK総合） - 1987年頃より使用。2007年4月よりアレンジ版を使用。
- ☆西川きよしのバンザイ家族（NHK-BS）
- ★☆あどりぶランド（毎日放送）
- ★☆合コン!合宿!解放区!（朝日放送テレビ）
- ★☆三枝の国盗りゲーム（朝日放送テレビ）
- ★☆たいむ6（朝日放送テレビ） - 『キダ・タローのすべて』では、タイトル表記が『タイム6』となっている。
- ★☆夫婦でドンピシャ!（朝日放送テレビ）
- ★☆プロポーズ大作戦（朝日放送テレビ） - 2009年、キリンビール『キリンフリー』のCMソングとして、この曲をアレンジしたものが使われた。-2014年、サントリービール [和膳]のCMソングとしてもこの曲をアレンジしたものが使われている。
- ★☆ラブアタック!（朝日放送テレビ）
- ★☆笑って笑って30分!（朝日放送テレビ） - 『キダ・タローのすべて』には「仁鶴編」「コメディNo.1編」「敏江・玲児編」を収録。
- ヒラメキ大作戦（朝日放送テレビ）
- ★☆ABCヤングリクエスト（朝日放送ラジオ）
- ★☆トナリnoとなり（関西テレビ）
- ★☆ノンストップゲーム（関西テレビ）
- ★☆花の新婚!カンピューター作戦（関西テレビ）
- ★☆全日本歌謡選手権（読売テレビ） 
  - 『キダ・タローのすべて』にはテーマ曲が毎回収録時に生演奏されていた為、テーマ曲を録音したマスターテープが存在せず放送を保存してあるVTRから収録されている。その為、司会の長沢純のセリフも含めて収録。
- ★☆帰ってきた歌謡曲（読売テレビ）
- ★☆爆笑寄席（関西テレビ）
- マイ大阪（関西テレビ・大阪市広報番組）
- ★☆2時のワイドショー（読売テレビ）
- ★☆エポックテン（読売テレビ）
- ★☆ザ・恋ピューター（読売テレビ）
- ★☆ただいま恋愛中（朝日放送テレビ）
- アタック630（関西テレビ） - 『キダ・タローのすべて』の楽曲解説のブックレットの音源不在で未収録になった楽曲一覧において紹介されている。
- 福島のぶひろの、どうぞお構いなく。（MBSラジオ）

### 映画音楽
- PiPi とべないホタル

### CM曲
- ☆アサヒペン
- ★☆有馬兵衛向陽閣（歌：仲宗根美樹）[35]
- 淡路フェリーボート（1998年4月廃止）
- ★☆いづもや（歌：デューク・エイセス）
- ☆イヨクマン（旧家庭教師のカテキヨ）（作詞・作曲・歌：きんた・ミーノ）
- ☆小山ゆうえんち（栃木県小山市、2005年3月閉園） - 作詞：伊藤アキラ。
- 家庭教師のカテキヨ（作詞・作曲）
- ★☆かに道楽・★えび道楽・★いけす道楽（JRIグループ 歌：デューク・エイセス）
- ★☆くいだおれ（歌：ボニージャックス（ミナミへ行こう））
- ★☆551蓬萊（歌：天地総子）
- スシマス
- ★☆千房 - 『キダ・タローのすべて』には「焼き焼きシャンソン」「私食べごろよ」を収録
- ★☆日清チキンラーメン（日清食品）
- ★☆日清出前一丁（日清食品） - 1980年代初頭に大瀧詠一が「多羅尾伴内」名義でキダ作曲部分の前に新たに曲を付けてカバーする。新たな部分の作詞は伊藤アキラが担当した。『NIAGARA CM SPECIAL Vol.1』に収録されている。なおキダに作曲の依頼が来たときには歌詞もなく、歌手と商品名だけの状態であり非常に苦労したが、商品名の前に「あーらよ」を付けることで印象的なフレーズになったという[10]。
- ★☆日清焼そば（日清食品） - 『キダ・タローのすべて』には「登山編」「サイクリング編」「グライダー編」「いかだ編」を収録。
- ★☆日本海みそ（作詞：石井学、歌：野呂ひとみ）
- 宮城県経済連の歌（宮城県経済連（現・JA全農みやぎ）、歌：天地総子、ボニージャックス）
- ☆ジャンボカラオケ広場（歌：きんた・ミーノ/北乃きい）
- ☆株式会社フィリッジ 買取りまっくす（歌：きんた・ミーノ）
- ★☆ナニワ商会（大阪のカメラ店） - 『キダ・タローのすべて』には、唯一存在するカセットテープから収録されている。
- ★☆朝倉商事（abc服飾グループ）「エールック」（歌：デューク・エイセス）
- ☆三原本店
- ☆宝文堂（歌：ボニージャックス）
- ☆弘進ゴム
- ☆フェニックスプラザ摩耶
- 松尾ジンギスカン（北海道のジンギスカン専門店）
- 淡路夢舞台（歌：塩乃華織）
- エコリカ「エコリカちゃんと呼ばれたい」（作詞：福里真一、歌：きんた・ミーノ、塩乃華織）[36]
- レクスト関西 大阪祭典「ちゃんとした家族葬を」[37]

### プロ野球応援歌
- 近鉄バファローズの歌　作曲：米山正夫（大阪近鉄バファローズの歌） ※ キダ・タロー氏は編曲を担当
- ★☆タイガース音頭（阪神タイガース 作詞：もず唱平、歌：中村鋭一）

### その他
市町村歌など
- ★四條畷市歌「いま ここに」（大阪府四條畷市：作曲）
- 葛城市歌「緑の風」（奈良県葛城市：作曲）
- 広陵町町歌（奈良県北葛城郡広陵町：作曲）
- 山添村村歌（奈良県山辺郡山添村：作曲）
- ああ尼崎市民家族（兵庫県尼崎市市制70周年記念歌：作曲）
- 勇躍加東（兵庫県加東市応援歌：作曲）
- ☆中央区民音頭（大阪府大阪市中央区区歌、歌：中村美律子）
- 吹田市立山田東中学校校歌（大阪府吹田市）
- ★細河中学校校歌（大阪府池田市）
- ★伊丹市立荻野小学校校歌（兵庫県伊丹市）

それ以外
- ★☆きこうABC（朝日放送ラジオ、歌：スリー・グレイセス） - オルゴールにしたものが同ラジオ局の放送終了時に流れている。
- ★☆おめでとうのうた - 『おはようパーソナリティ道上洋三です』より。作詞：高木美智子、歌：大杉久美子。1978年レコード発売[38]
- ★☆1010ABC（朝日放送ラジオ）
- クリヤマ株式会社社歌
- ★551蓬莱社歌
- ◎株式会社マキシン の社歌（婦人帽子製造販売業・兵庫県神戸市）
- ダメダメ音頭 - かつて『たかじんONE MAN』で放送禁止用語が出た時に使用されていた。
- 小枝ブルース - 2010年に落語家の桂小枝のために作曲した出囃子。
- 昇陽中学校・高等学校校歌 - 2010年にもず唱平作詞のものを作曲。
- ハッピーソング・ハッピーボイス - ABCラジオ60周年記念・新テーマソングの作曲。作詞は公募、歌はABCラジオのパーソナリティ一同。CDブック「いつもラジオと一緒」に収録
- エブリデイKAMIGATARAKUGO - 上方落語讃歌、作詞は六代桂文枝（桂三枝）
- アルプス・キダ・タロー - 大阪桐蔭高等学校の応援曲
- ももいろクローバーZ・ファンクラブソング『天使の瞳』（作曲）[39]
- たこやきレインボー『ありがとう　たこやきレインボーです』（作曲）[40]

## 出演

### テレビ番組
- バラエティー生活笑百科（NHK大阪放送局（BK）制作、NHK総合）→ ゲスト出演回数第1位、最終回（2022年4月9日）にも相談者としてゲスト出演
- NHK連続テレビ小説（BK制作作品）
  - てるてる家族
  - ちりとてちん - 音楽大学の教授役で出演。
- ちちんぷいぷい（毎日放送）
- テレビショー・鋭ちゃん（朝日放送 1977年ごろ） - 中村鋭一がフリーアナウンサーとなってから担当した番組で共同司会（パートナー役）
- 部長刑事 アーバンポリス24 （朝日放送）
- ワイドサタデー（朝日放送）
- わいわいサタデー（朝日放送）
- ビバ・レディー（朝日放送）
- 探偵!ナイトスクープ（朝日放送テレビ、1989年4月8日 - 2024年4月19日） - 探偵局2代目最高顧問として出演。2000年6月9日・2022年3月4日放送分では局長代行を担当。
- ゴーゴー地下鉄50周年（テレビ大阪、1983年）- 司会
- クイズキロワットアワー（関西テレビ、1984年）- 司会（上沼恵美子との共同司会）
- 爆笑BOOING（関西テレビ）- BOOINGおじさん（ご意見番）
- ピロートーク〜ベッドの思惑〜（関西テレビ）
- 桃色つるべ〜お次の方どうぞ〜（関西テレビ） -  視聴者代表の記者として笑福亭鶴瓶とももいろクローバーZへインタビュー（2015年2月10日の回）
- ALL JAPANリクエストアワード（読売テレビ）
- 最後の晩餐（読売テレビ）
- 浜村・キダ＆○○だ！（読売テレビ、1987年）
- AKBと××!（読売テレビ） → 番組放送第1回目のゲストとして出演
- ニュース土曜ばん（サンテレビ、1990年～1992年） - 妻の美千代と司会を務めた。
- 生×カラ!TV （サンテレビ）
- ダウンタウンのガキの使いやあらへんで!!（日本テレビ）
  - 絶対に笑ってはいけないスパイ24時
  - クイズ キダ・タローの100のコト
  - 絶対に笑ってはいけない大脱獄24時
- 西部警察 PART-III（テレビ朝日） - ホテルから出てくる通行人として出演。ただしノンクレジット。
- ものまね紅白歌合戦（フジテレビ）
- ウゴウゴルーガ2号（フジテレビ） - 「かがやけ!ウゴウゴヤングかようさい」司会（近藤サト（当時フジテレビアナウンサー）とのコンビ）

### ラジオ番組
※いずれも朝日放送ラジオ（ABCラジオ）。
- ABCヤングリクエスト・ミキサー完備!スタジオ貸します[2]
- おはようパーソナリティキダ・タローです（1973年5月2日 - 14日、平日7:15 - 9:30[41]。『おはようパーソナリティ中村鋭一です』の代理パーソナリティを担当[41]。石田和子と共演[41]）
- フレッシュ9時半!キダ・タローです（朝日放送ラジオ。1973年6月1日 - 1989年3月31日、平日9:30 - 11:00[41]。共演者：立花幸[41]、中村京子[41]、足立ゆかり[41]）[2]
- 地獄極楽・タローのカラオケ塾（1984年10月27日 - 1985年4月6日、土曜20:00 - 20:30[42]）
- タローのミッドナイト編集局（1985年10月13日 - 1986年4月6日、日曜25:00 - 27:00。豊田記子と共演[43]）
- タローのYou遊スタジオ（1989年4月3日 - 1990年4月6日、平日9:00 - 10:51[44]。土谷多恵子と共演[44]）
- パノラマ大放送
- 立原啓裕 噂のダイヤル1008
- 昼ドキ!ワイド1008
- キダ・タローのステージ貸します（1998年10月10日 - 1999年4月3日、土曜24:30 - 25:00。アマチュアバンドと共演の音楽番組[45]）
- 元気イチバン!!芦沢誠です
- 日曜さくらい倶楽部

### テレビCM
いずれも関西ローカルで放送
- Kansai Walker （1994年、当時角川書店）
- ツーカーホン関西（1999年） - PUFFYとの共演。
- eoホームファイバー（2005年、ケイ・オプティコム）
- 京阪電気鉄道（2006年 - ） - 3代目おけいはんシリーズに「モーツァルト北浜」役で出演。
- フェニックスプラザ摩耶（2008年） - モアイ像に扮して出演。
- 朝日新聞大阪本社「夕刊関西発100年」（2015年10月 - ） - 妻・美千代との共演。キダは、美千代が披露する替え歌「朝日の夕刊100周年」に合わせてピアノを演奏している。

### PV
- Re:member （FLOW）
- らしくない （NMB48）
- キダ・タローx淡路夢舞台CMソング制作裏話

## 著書
- 『コーヒーの店 大阪』〈カラーブックス〉、保育社、1983年。
- 『キダタローのズバリ内証ばなし』成瀬国晴 画、ナンバー出版、1986年11月15日。{{cite book ja}}:  CS1メンテナンス: others (カテゴリ)
- 『キダタローのズバリ内証ばなし 続』成瀬国晴 画、ナンバー出版、1987年4月10日。{{cite book ja}}:  CS1メンテナンス: others (カテゴリ)
- 『これが私の生きる道　キダ・タロー対談 26人からのメッセージ』本願寺出版社、2004年5月。ISBN 978-4894163317。

## 受賞歴
- 平成26年度（第69回）文化庁芸術祭 大衆芸能部門 大賞（関西参加公演の部） - 「音の語り部 キダ・タロー博覧の成果」[46]
- 令和6年（2024年） 第66回日本レコード大賞特別功労賞